# Aiptasia californica
Aiptasia californica is een zeeanemonensoort uit de familie Aiptasiidae.
Aiptasia californica is voor het eerst wetenschappelijk beschreven door Carlgren in 1952.